# Mucropetraliella porosa
Mucropetraliella porosa är en mossdjursart som först beskrevs av Walter Douglas Hincks 1881.  Mucropetraliella porosa ingår i släktet Mucropetraliella och familjen Petraliellidae. Inga underarter finns listade i Catalogue of Life.